# Souadjkarê Hori
Souadjkarê Hori est un potentiel roi de la XIIIe dynastie. 

## Attestations
Il est mentionné sur le Canon royal de Turin, position 8.7, et régna 5 ans et 8 jours selon ce document.
Un bloc trouvé à Tôd mentionne un roi Souadj...rê, mais rien ne dit qu'il s'agit de ce roi, plusieurs rois peuvent correspondre à ce bloc.
Le roi ne doit pas être confondu avec Souadjkarê, roi plus ancien de la XIIIe dynastie, ou avec Souadjkarê II, nom d'un éphémère roi de la XIVe dynastie, connu seulement du Canon royal de Turin.